# McLaren 650S
McLaren 650S (заводський код P11) — це спорткар із середнім розташуванням двигуна британського виробника McLaren Automotive, що прийшов на заміну MP4-12C.

## Опис

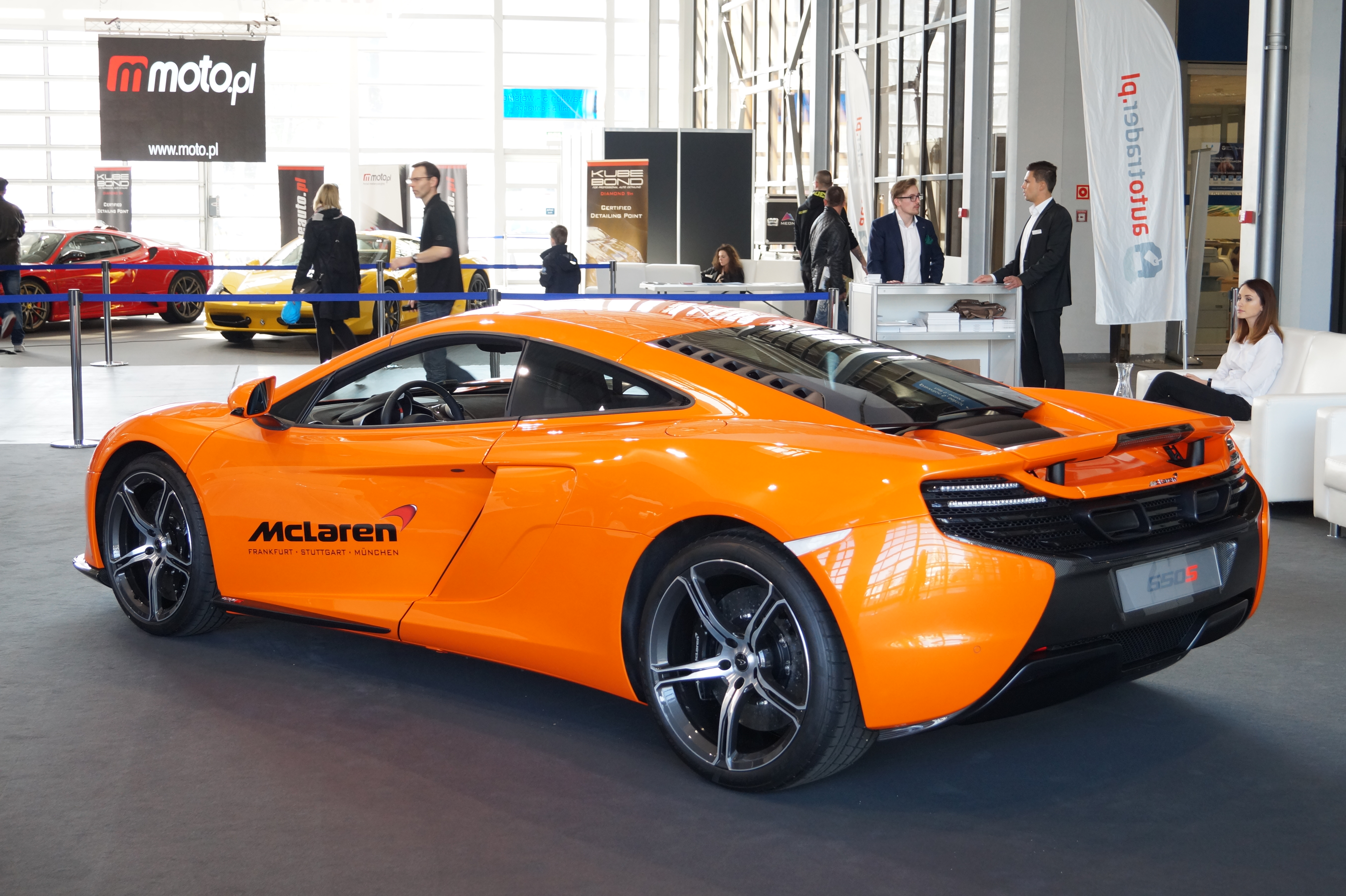
McLaren 650S

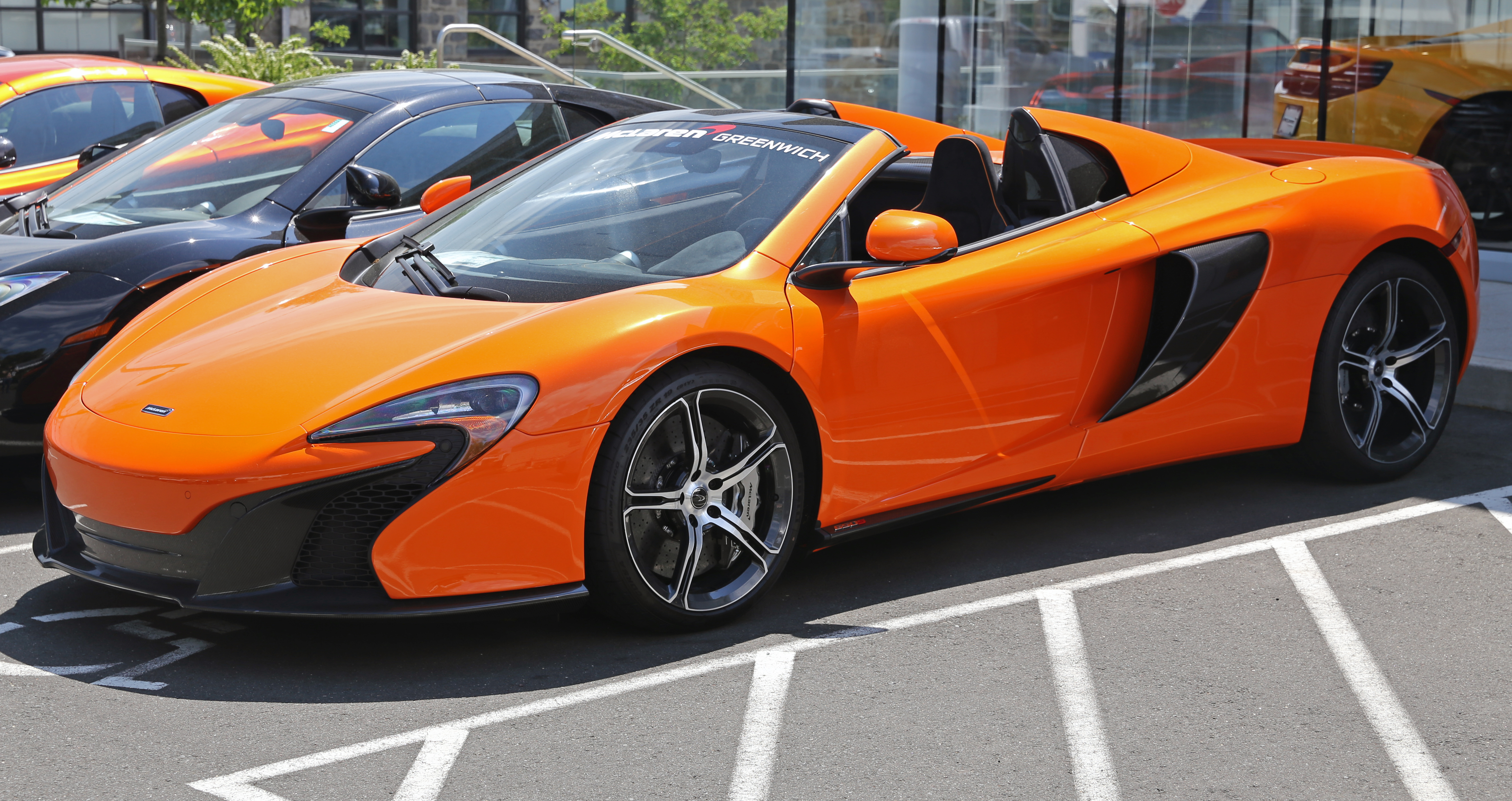
McLaren 650S Spider

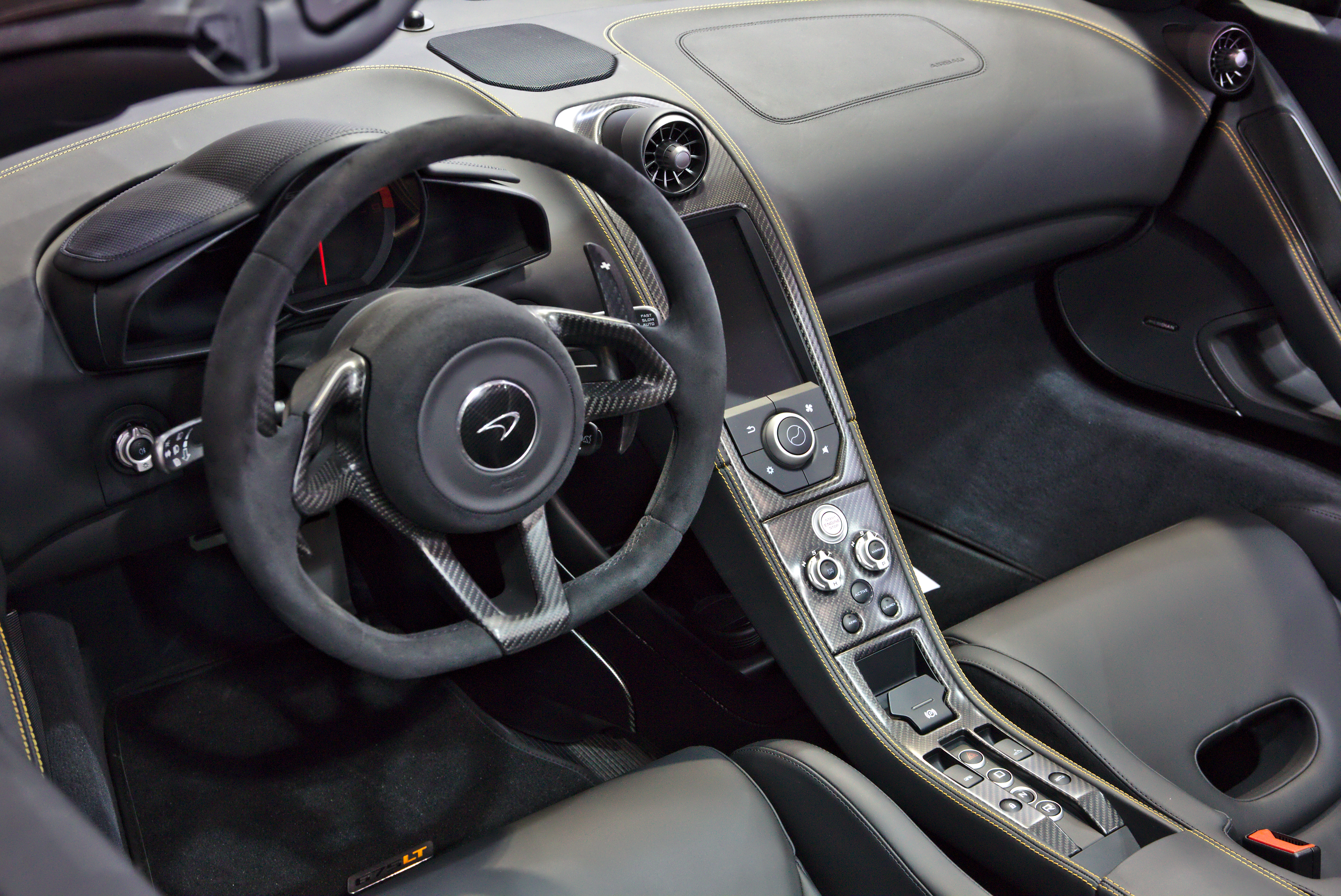

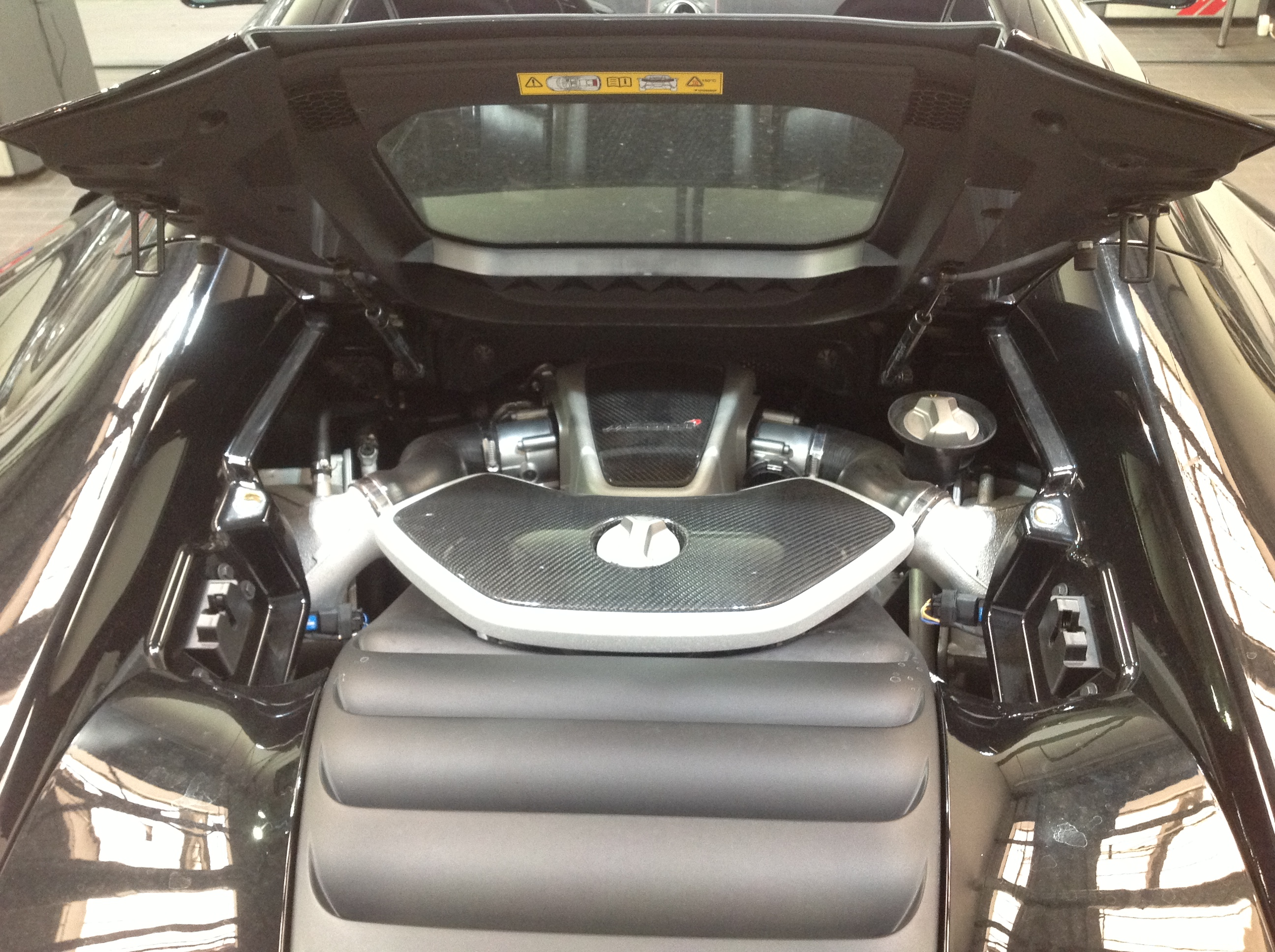

Автомобіль McLaren 650S був публічно представлений на Женевському автосалоні в березні 2014 року. Автомобіль створений на вуглепластиковому шасі, що й MP4-12C, та пропонується в кузові купе і родстер (Spider) з двигуном V8 3.8 л M838T потужністю 650 к.с. (478 кВт), крутним моментом 678 Нм при 6000 об/хв. В 650S має максимальну швидкість 329 км/год (Spider) і 333 км/год (купе). Розгін від 0-100 км/год: 3,0 секунди, до 200 км/год: 8,4 секунд (купе) або 8,6 секунди (Spider).
Автомобіль має розподіл маси 42,5% : 57,5%.
У стандартній комплектації йдуть карбоно-керамічні гальмівні диски. В якості опції на вибір покришки Pirelli P Zero і Pirelli P Zero Corsa.
Автомобіль має ABS, Traction Control, ESC, Launch Control, DRS, активне гальмування спойлером.

## Модифікації

### 650S Spider
Прийшов на заміну 12C Spider. Вперше був анонсований разом з версією купе в березні 2013 року на Женевському автосалоні. Родстер на 40 кг важчий за звичайну версію, потужність двигуна 3.8 літрового M838T V8 не змінилася, але за динамічними характеристиками лише на трохи поступається, змінилися габарити автомобіля, машина стала вищою на 4 мм і коротшою на 3 мм, має співвідношення потужність-вага 478 к.с. на тонну. При конструюванні запозичили всього 25% від 12C Spider, складання даху займає приблизно 15 секунд. Вартість 650S Spider від 280 000 $.

### 675LT

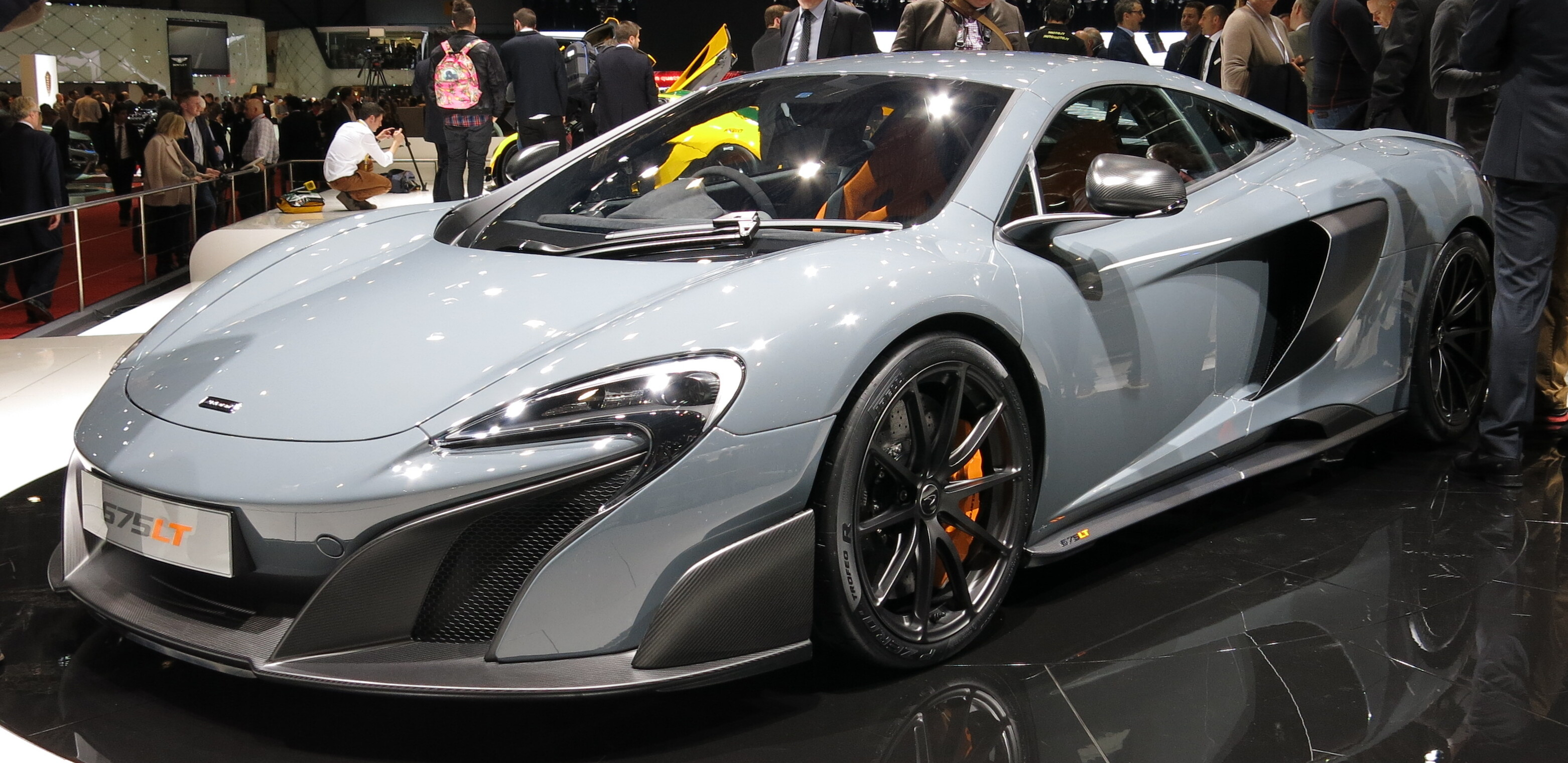
McLaren 675LT

McLaren представила найпотужнішу модифікацію суперкара 650S, яка отримала назву 675LT. Світова прем'єра відбудеться на Женевському автосалоні в березні 2015 року. На авто стоїть той самий двигун твін-турбо V8 об'ємом 3,8-літра, проте його потужність збільшена до 675 к.с. (700 Нм), що на 25 сил більше порівняно з 650S.
Останні дві букви в назві моделі - LT - розшифровується як «Long Tail». Так через довгий кузов називали гоночні автомобілі класа GT в середині 1990-х, в тому числі McLaren F1 GTR. 
Збільшити потужність вдалося за рахунок заміни більше ніж 50% деталей двигуна. Новими стали турбіни, а модернізації піддалися головка блоку циліндрів, розподільчі вали і паливний насос. 
Двигун 675LT поєднується з 7-ступеневою роботизованою коробкою передач з двома зчепленнями. З місця до 100 км/год McLaren розганяється за 2,9 с, до 200 км/год - за 7,9 с, а її максимальна швидкість дорівнює 330 км/год. Це на 0,1 секунди, на 0,5 секунди швидше і на 3 кілометри на годину повільніше 650S. 
Авто на 100 кілограмів легше 650S - маса 675LT становить 1230 кг. Домогтися цього вдалося за рахунок широкого використання карбону при виготовленні кузовних панелей. Крім цього, 1,1 кг вдалося прибрати за рахунок нової випускної системи, яка при цьому отримала ускладнену конструкцію.
675LT виробляє на 40% більше притискної сили, ніж 650S. Зміна аеродинаміки торкнулися передньої частини кузова і борту. Помінялося висувне заднє антикрило, яке виконує функцію аеродинамічного гальма. Воно стало на 50% більше, але за рахунок широкого використання карбону легше колишнього.
В інтер'єрі моделі з'явилися нові гоночні крісла, а для обробки салону тепер доступні п'ять нових відтінків.
У McLaren відзначили, що 675LT є частиною нового сімейства, іменованого «Sport Series». У цій лінійці модель, тираж якої може скласти 250 примірників, позиціонується як трековий спорткар, але сертифікованого для доріг загального користування. Пізніше в нього ж потрапить нова модель британського автовиробника, яка буде конкурувати з Porsche 911.

### GT3

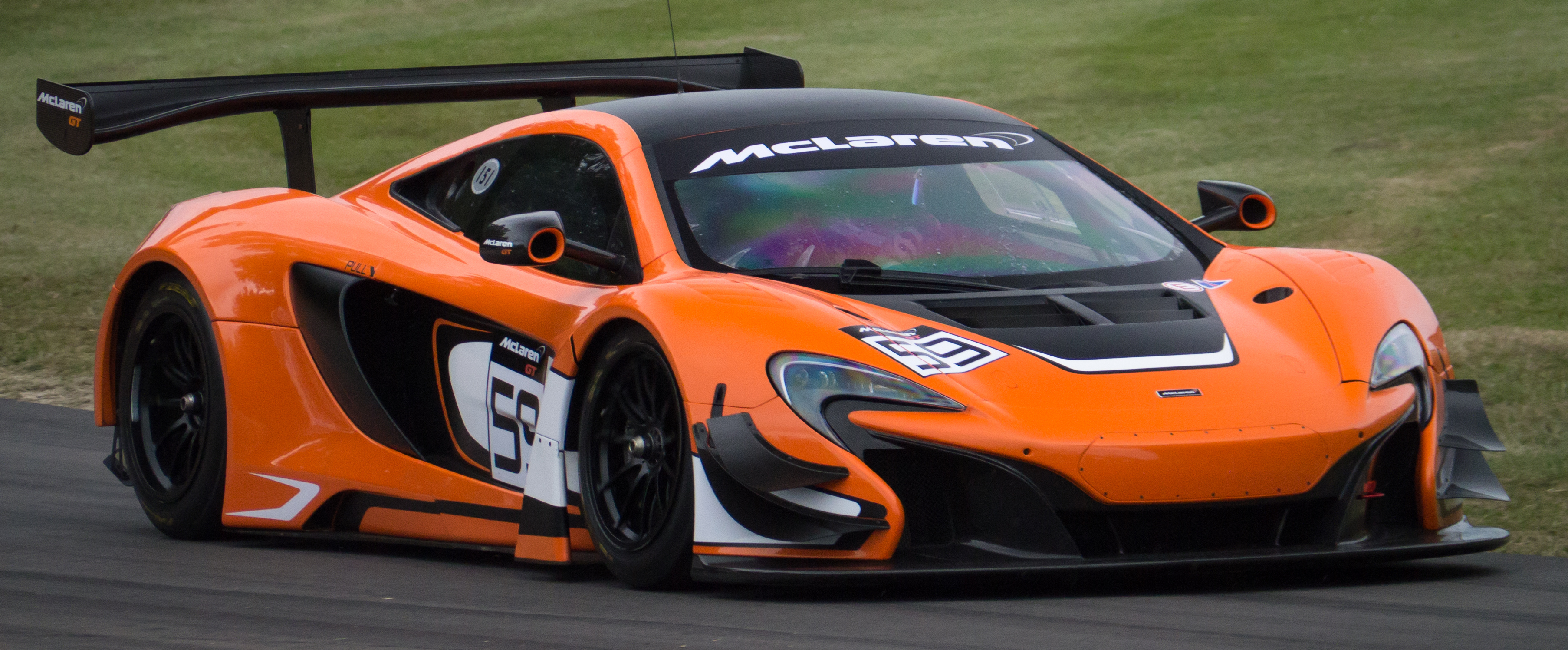
McLaren 650S GT3

У червні 2014 року, McLaren оголосив що буде виробляти GT3 версії 650S, або у вигляді нового автомобіля або як оновлення для існуючої 12C GT3 - який виступатиме в класі GT3 з 2015 року. Зміни в автомобілі включають в себе: нову семи-ступінчасту секвентальну коробку передач; 380 мм вентильовані гальмівні диски з шістьма-поршневими супортами на передніх і чотирьох-поршневі на задній колесах; змінену геометрію підвіски і модернізовані компоненти.
Вона відрізняється від дорожнього автомобіля великими повітрозабірниками з вуглецевого волокна, переднім сплиттером, і новим заднім антикрилом.
3,8-літровий McLaren V8 твін-турбо двигун, який також використовується в 12С-GT3, виробляє 493 к.с, і включає в себе новий ECU, щоб поліпшити роботу турбіни і перемикання передач. Потужність автомобіля менша, ніж у дорожньому 650S і відбувається це через омологації.